# David Curtis (rugbista)
David Michael Curtis (Harare, 10 de abril de 1965) es un ex–jugador irlandés de rugby nacido en Zimbabue y que se desempeñaba como centro.

## Selección nacional
Fue convocado al XV del Trébol por primera vez en febrero de 1991 para jugar ante los Dragones rojos y disputó su último partido en marzo de 1992 contra Les Bleus. En total jugó 13 partidos y marcó 7 puntos producto de un try y un drop (un try valía 4 puntos hasta 1992).

### Participaciones en Copas del Mundo
Solo disputó la Copa del Mundo de Inglaterra 1991 donde jugó todos los partidos que disputó su seleccionado y Curtis le marcó su único try internacional a los Welwitschias; su país natal.
Los irlandeses finalizaron segundos en su grupo, por debajo del XV del Cardo y clasificaron a la fase final donde enfrentaron en cuartos a los Wallabies. Este partido es considerado como el mejor de aquel mundial, el try de Gordon Hamilton puso a Irlanda arriba en el marcador, sin embargo el partido terminó 19–18 a favor de los australianos que ganaron en el último minuto con un try de Michael Lynagh.
| Mundial                       | Sede       | Resultado        | PJ | Tries |
| ----------------------------- | ---------- | ---------------- | -- | ----- |
| Copa Mundial de Rugby de 1991 | Inglaterra | Cuartos de final | 4  | 1     |